# Bankfullmäktige
Bankfullmäktige är ett organ tillsatt av Finlands riksdag för att utöva tillsyn över Finlands Banks förvaltning och verksamhet. 
Bankfullmäktige hade till 1998 speciellt viktiga uppgifter, bland annat att fatta beslut om grundräntan på centralbankskrediten (diskontoräntan) och framföra förslag till statsrådet om ändring av markens externa värde. Efter att Finlands Bank 1999 blev medlem av Europeiska centralbanken (ECB) överfördes det penningpolitiska beslutsfattandet bland annat beträffande räntenivån och eurons kurs till ECB. Bankfullmäktige erhåller numera regelbundna redogörelser om penningpolitikens förverkligande och om Finlands Banks verksamhet samt rapporterar om denna till riksdagen. Bankfullmäktige, nio till antalet, väljs på den första lagtima riksdagen efter riksdagsval. 